# 마스오카 후지오

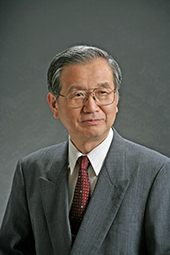

마스오카 후지오(舛岡富士雄, 1943년 5월 8일 ~ )는 일본의 엔지니어로 도시바와 도호쿠 대학에서 근무했으며 현재 유니산티스 일렉트로닉스의 최고 기술 책임자(CTO)이다. 1980년대 NOR 플래시와 NAND 플래시 유형의 개발을 포함하여 플래시 메모리의 발명자로 가장 잘 알려져 있다. 또한 1988년에 초기 비평면 3D 트랜지스터인 최초의 GAA(Gate-All-Around) MOSFET(GAAFET) 트랜지스터를 발명했다.